# モージ (魔法使い)
モージ（Maugris、またはMaugis）は「フランスの話材」を扱った武勲詩、ロマンスなどに登場する人物。騎士でありながら、魔法にも精通しており、シャルルマーニュに仕えている。日本国内ではむしろイタリア風の発音であるマラジジ（Malagigi）でも知られる。
父親は、ボーブ・デグルモン。兄弟にはヴィヴィアン・ド・モンブランがおり、従兄弟にはルノー・ド・モントーバン（イタリア語ではリナルド）がいる。うち、ルノーは特に知名度が高く、モージとともに活躍するものことが多い。モージは妖精のオリアンドに育てられ、強力な魔法使いとなった。モージは魔法の馬・バヤールや剣を手に入れると、これをルノーにあげている。
ルノーとモージが最も早く登場するのは、12世紀後半に成立した古フランス語の武勲詩、「エイモン公の4人の息子」（fr:Quatre Fils Aymon）である。13世紀になると、モージに焦点を当てる文献が多く見られるようになった。もとの「エイモン公の4人の息子」とともに、これらは「ルノー・ド・モントーバンの物語群」と呼ばれている。この物語群に含まれるものとしては、『モージの若いころ』（Maugis d'Aigremont）、『モージの死』（Mort de Maugis）、『ヴィヴィアン・ド・モンブラン』（Vivien de Monbranc ）、『ボーブ・デグルモン』（Beuve d'Aigremont）などがあげられる。
また、『ボーブ・デグレモン』（Beuve d'Aigremont）ではモージはジラール・ド・ルシヨン、ドーン・ド・ナントウィユと兄弟と言う設定にもなっている。
ルネッサンス期の叙事詩、『狂えるオルランド』や『モルガンテ』などと言った作品でもルノーとモージは重要な役割を果たしている。